# Lalith Babu
Musunuri Rohit (M. R.) Lalith Babu est un joueur d'échecs indien né le 5 janvier 1993 à Vijayawada.
Au 1er février 2021, Lalith Babu est le 22e joueur indien avec un classement Elo de 2 553.

## Biographie et carrière
Grand maître international depuis 2021, champion d'Inde 2017 et champion du Commonwealth en 2012 , Lalith Babu a représenté l'Inde lors de l'olympiade d'échecs de 2014 à l'échiquier de réserve, remportant la médaille de bronze par équipe.
Lors de la coupe du monde d'échecs 2015, il fut éliminé au troisième tour par Radosław Wojtaszek.
Dans le championnat d'Asie d'échecs, il finit septième en 2015 (place qualificative pour la coupe du monde), huitième en 2018 et dixième en 2019.